# CVS Health
Pour les articles homonymes, voir CVS (homonymie).
CVS Caremark Corporation (NYSE : CVS) est une importante chaîne américaine de pharmacies, produits cosmétiques et soins, la plus importante du pays, devant Walgreens. 
Initialement, ses initiales signifiaient Consumer Value Store.

## Histoire
CVS Caremark est issu de la fusion en 2007 de Caremark et CVS/pharmacy. En 2010, elle se classait 18e entreprise américaine quant au chiffre d'affaires dans la liste établie par Fortune.
En novembre 2013, CVS acquiert Coram LLC, spécialisé dans les injections médicamenteuses, à Blackstone, pour 2,1 milliards de dollars.
En mai 2015, CVS annonce l'acquisition d'Omnicare, une entreprise américaine de services pharmaceutiques présente notamment dans les maisons de retraite, pour 10,1 milliards de dollars,. En juin 2015, CVS annonce l'acquisition des 1 660 pharmacies de l'entreprise de grande distribution Target pour 1,9 milliard de dollars. En octobre 2017, CVS annonce l'acquisition de l'assureur médical Aetna pour plus de 66 milliards de dollars.
Le 15 janvier 2018, le groupe CVS Pharmacy annonce sur son site qu'il décide de ne plus retoucher ses photos publicitaires dont le lien entre la propagation d'images de corps irréalistes et les effets néfastes sur la santé des filles et des jeunes femmes a été établi ; cette décision sera effective sur tous les supports d'ici fin 2020,,.

## Activités
Le groupe se divise en trois branches : 
- CVS pharmacy, qui gère les points de vente de médicaments
- CVS Caremark Pharmacy Services, filiale de gestion des prestations pharmaceutiques, comme le renouvellement de prescriptions
- MinuteClinic, qui fournit des services de cliniques de détail

CSV Health totalise plus de 7 000 points de vente dans 41 États américains [Quand ?].